# Horst Beyer
Horst Beyer (ur. 5 stycznia 1940 w Neumünster, zm. 9 grudnia 2017 w Hamburgu) – niemiecki lekkoatleta, wieloboista, medalista mistrzostw Europy z 1966. W czasie swojej kariery reprezentował Republikę Federalną Niemiec.
Wystąpił we wspólnej reprezentacji Niemiec na igrzyskach olimpijskich w 1964 w Tokio zajmując 6. miejsce w dziesięcioboju.
Zdobył brązowy  medal w dziesięcioboju na mistrzostwach Europy w 1966 w Budapeszcie za swymi kolegami z reprezentacji RFN Wernerem von Moltke i Jörgiem Mattheisem. Wystąpił również na igrzyskach olimpijskich w 197] w Monachium, lecz nie ukończył dziesięcioboju.
Był mistrzem RFN w dziesięcioboju w 1970 i 1972, wicemistrzem w latach 1964–1966 i 1969 oraz brązowym medalistą w 1963, a także drużynowym mistrzem w pięcioboju w 1960.